# 下御糸村
下御糸村（しもみいとむら）は三重県多気郡にあった村。現在の明和町の北西端、伊勢湾の沿岸、祓川の河口域、笹笛川の河口左岸にあたる。

## 地理
- 山岳：伊勢湾
- 河川：祓川、笹笛川

## 歴史
- 1889年（明治22年）4月1日 - 町村制の施行により、多気郡中村・川尻村・北藤原村・南藤原村・田屋村・志貴村・内座村・養川村・浜田村・八木戸村および根倉村の大部分の区域をもって下御糸村が発足。
- 1955年（昭和30年）4月1日 - 多気郡大淀町・上御糸村と新設合併して三和町が発足。同日下御糸村廃止。

## 出身者
- 丸林久信 - 映画監督